# Valerian Gracias
Valerian Gracias (nascido em 23 de outubro de 1900 em Carachi, Índia Britânica, hoje Paquistão, † 11 de setembro de 1978, em Bombaim) foi Arcebispo de Bombaim.

## Vida
Valerian Gracias recebeu sua educação teológica e filosófica em Bangalore , Kandy e Roma. Recebeu em 3 de Outubro de 1926 o sacramento de Ordens Sagradas e depois trabalhou como pároco em Bandra, um subúrbio de Bombaim. Após a conclusão de novos estudos, tornou-se em 1930 secretário pessoal do Arcebispo de Bombaim. Nos anos 1937-1946, trabalhou como pastor e editor de um jornal em Bombaim.
Em 1946, o Papa Pio XII nomeou-o bispo titular de Thennesus e Bispo Auxiliar de Bombaim. A sua consagração episcopal foi dada em 29 de junho de 1946 pelo arcebispo de Bombaim Thomas Roberts SJ, sendo co-consagradores Victor Fernandes, Bispo de Mangalore, e Thomas Pothacamury, Bispo de Bangalore. O Papa Pio XII nomeou-o arcebispo de Bombaim em 1950. No consistório de 12 de janeiro de 1953, foi elevado ao cardinalato com o título de Cardeal-presbítero de Santa Maria in Via Lata. O cardeal Valerian Gracias foi o primeiro indiano a ser criado cardeal. Participou no conclave de 1958, no Concílio Vaticano II e no conclave de 1963. Não pôde comparecer ao primeiro Conclave de agosto de 1978 por doença. O cardeal Valerian Gracias morreu em 11 de setembro de 1978 em Bombaim e foi enterrado na catedral dessa cidade.